# Tavnik
Tavnik (Servisch: Тавник) is een plaats in de Servische gemeente Kraljevo. De plaats telt 1271 inwoners (2002).